# موراوسکه بودییوویتسه
موراوسکه بودییوویتسه (به چکی: Moravské Budějovice) یک منطقهٔ مسکونی و شهرستان دارای شهرک سابقاً روستا در جمهوری چک است که در منطقه تربیچ واقع شده‌است.
 موراوسکه بودییوویتسه  ۷٬۹۵۷ نفر جمعیت دارد.